# Breifjorden
Breifjorden er en fjordarm af Vinjefjorden i Surnadal, Tingvoll og Sunndal kommuner på Nordmøre. Fjorden er en fortsættelse af Halsafjorden og Trongfjorden i nord. Breifjorden er 9,5 kilometer bred, eller lang, og går 5 kilometer fra nord til syd, som er den generelle retning i hele fjordsystemet.
Fjorden har indløb mellem Aksneset i vest og Båtvikneset i øst og deler sig videre i fire fjorde. Disse er Hamnesfjorden i nordøst, Surnadalsfjorden i øst, og Stangvikfjorden og Ålvundfjorden i syd. Nesøya er den den sydlige grænse til fjorden hvor  Stangvikfjorden (i øst) og Ålvundfjorden (i vest) går på hver side af øen. Kjergroneset danner den østlige grænse til fjorden. 
Mod vest i fjorden ligger bebyggelsen Vågbø i Tingvoll.